# Mont Odin
El Mont Odin és una muntanya que es troba a la regió de Qikiqtaaluk, Nunavut, Canadà. Es troba a l'interior del Parc nacional Auyuittuq. És la muntanya més alta de l'illa de Baffin.

## Geografia
El Mont Odin és la muntanya més alta de les muntanyes Baffin i la cinquena de la Serralada Àrtica, sols per sota del pic Barbeau, a Ellesmere (2.616 m), dos cims sense nom de la mateixa Ellesmere (2.347 m i 2.201 m) i el pic Outlook (2.210 m), a l'illa Axel Heiberg. Té una prominència de 2.147 m, cosa que la situa en la tercera posició entre les muntanyes de Nunavut.
La muntanya és nomenada en record al deu Odin, el principal dels déus dins la mitologia i el paganisme nòrdic.

## Galeria d'imatges

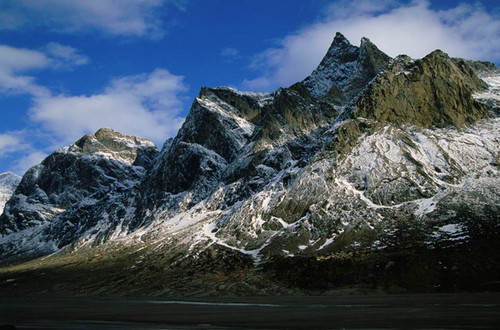
Vista dels flancs del mont Odin
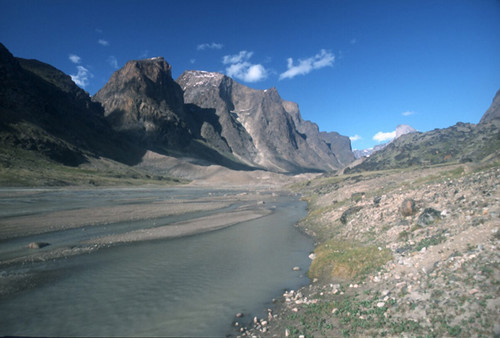
Vista de la vall des del mont Odin
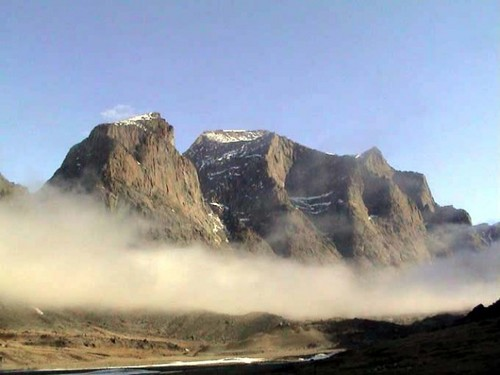
El mont Odin envoltat de boira